# 中國征伐
中國征伐（ちゅうごくせいばつ）是日本战国时代，羽柴秀吉受織田信長之命，进攻毛利輝元勢力范围下的中國地方的战争。日语里亦称之为。戰爭开始于天正5年（1577年），结束于天正10年6月（1582年7月），前後持续長達6年。战争的转机出现在天正10年6月2日（1582年6月21日），由于織田信長因本能寺之變橫死，羽柴秀吉军不得不偃旗息鼓；天正10年6月4日（1582年6月23日），双方締結和约。
文中括号里面的日期是公曆，括号前的日期是农曆（宣明曆）。

## 中國方面軍之構成
以下是中國方面軍成立當時的構成。
- 旗本・譜代家臣
- 羽柴長秀（秀長）
  - 宮部繼潤
    - 但馬衆
    - 因幡衆

  - 但馬衆
- 尾張・美濃衆=蜂須賀正勝・前野長康・杉原家次・竹中重矩・寺澤廣政・仙石秀久等
- 近江衆
- 播磨衆=黑田孝高・別所重棟・赤松廣秀

秀吉之弟秀長在但馬平定後也擔任山陰方面軍的主將，陣容如以下的編成。
- 羽柴長秀（秀長）
  - 宮部繼潤
    - 垣屋光成（但馬）
    - 垣屋豐續（但馬）
    - 荒木重堅（攝津出身）
    - 龜井茲矩（出雲出身）

  - 但馬衆

## 略年表
- 日期是舊曆。

| 年                  | 月日              | 地域        | 事件                                                                     |
| ------------------- | ----------------- | ----------- | ------------------------------------------------------------------------ |
| 天正5年 （1577年）  | 10月              | 播磨        | 羽柴秀吉作為中國征伐之總司令官在播磨着陣。播磨國人衆大多臣屬於羽柴秀吉。 |
|                     | 11月上旬          | 但馬        | 岩洲城之戰（朝來市）                                                     |
|                     | 11月上旬          | 但馬        | 竹田城之戰（朝來市）                                                     |
|                     | 11月28日-12月1日  | 播磨        | 福原城之戰（佐用町）                                                     |
|                     | 11月29日-12月3日  | 播磨        | 上月城之戰<第一次>（佐用町）                                             |
| 天正6年 （1578年）  |                   | 播磨        | 利神城（佐用町）由尼子勝久・山中幸盛落城。                               |
|                     | 1月-7月5日        | 播磨        | 上月城之戰<第二次>（佐用町）                                             |
|                     | 3月29日           | 播磨        | 三木城之戰（三木市）開始。                                               |
|                     | 4月3日-6日        | 播磨        | 野口城之戰（加古川市）                                                   |
|                     | 6月27日-7月16日   | 播磨        | 神吉城之戰（加古川市）                                                   |
|                     | 7月5日            | 播磨        | 上月城落城、尼子勝久・尼子氏久自害。                                     |
|                     | 8月初旬-8月10日   | 播磨        | 志方城之戰（加古川市）                                                   |
|                     | 10月18日          | 播磨        | 高砂城之戰（高砂市）                                                     |
|                     |                   | 播磨        | 秀吉燒討鷄足寺（姫路市）。                                               |
| 天正7年 （1579年）  | 2月6日            | 播磨        | 平井山之戰（三木市）                                                     |
|                     | 5月25日-27日      | 攝津        | 丹生山・淡河之戰（神戶市）                                               |
|                     | 6月               | 丹波        | 八上城之戰（篠山市）                                                     |
|                     | 6月13日           | 播磨        | 竹中重治在平山的陣中病没                                                 |
|                     | 7月初旬-8月9日    | 丹波        | 明智軍在黑井城之戰（丹波市）勝利。丹波平定。                             |
|                     | 9月               | 伯耆        | 羽衣石城主南條元續倒戈織田家                                             |
|                     | 9月               | 備前        | 宇喜多直家倒戈織田家                                                     |
|                     | 10月19日          | 攝津        | 有岡城落城                                                               |
| 天正8年 （1580年）  | 1月6日            | 播磨        | 鷹之屋砦之戰（三木市）                                                   |
|                     | 1月27日           | 播磨        | 三木合戰（三木市）終了。                                                 |
|                     | 閏3月5日          | 畿内        | 石山合戰終了                                                             |
|                     | 閏3月29日-4月24日 | 播磨        | 英賀城之戰（姫路市）                                                     |
|                     | 4月24日-5月10日   | 播磨        | 長水山城之戰（宍粟市）。播磨平定。                                       |
|                     | 5月16日           | 但馬        | 有子山城（豐岡市）落城                                                   |
|                     | 5月21日           | 但馬        | 出石城（豐岡市）落城。但馬平定。                                         |
|                     | 6月5日            | 美作        | 祝山城之戰（津山市）                                                     |
| 天正9年 （1581年）  | 2月28日           | 京都        | 京都御馬揃                                                               |
|                     | 6月25日-10月25日  | 因幡        | 鳥取城之戰（鳥取市）                                                     |
|                     | 7月               | 因幡        | 雁金城（鳥取市）攻撃。塩冶逃亡到因幡丸山城（鳥取市）。                   |
|                     | 9月16日           | 因幡        | 湊川口之戰（鳥取市）                                                     |
|                     | 10月24日          | 因幡        | 毛利氏的因幡丸山城對秀吉方開城。                                         |
|                     | 10月25日-28日     | 伯耆        | 馬山之戰（湯梨濱町）                                                     |
|                     | 11月中旬          | 淡路        | 由良城之戰（洲本市）                                                     |
|                     | 11月15日          | 淡路        | 岩屋城之戰（淡路平定）。                                                 |
|                     |                   | 但馬        | 藤堂高虎平定但馬一揆。                                                   |
|                     |                   | 播磨        | 置塩城廢城。                                                             |
| 天正10年 （1582年） | 3月17日           | 備前        | 常山城之戰（岡山市）                                                     |
|                     | 4月中旬           | 備中        | 日畑城之戰（倉敷市）                                                     |
|                     | 4月14日           | 備前        | 冠山城之戰（岡山市）                                                     |
|                     | 4月中旬           | 備前        | 庭瀨城之戰（岡山市）                                                     |
|                     | 4月中旬           | 備前        | 加茂城之戰（岡山市）                                                     |
|                     | 4月               | 伊予        | 來島通總投降織田家                                                       |
|                     | 5月8日-6月4日     | 備中        | 備中高松城之戰（岡山市）                                                 |
|                     | 6月2日            | 京都        | 本能寺之變                                                               |
|                     | 6月4日            | 備中        | 秀吉和毛利氏講和。毛利氏接受割讓備中・美作・伯耆。                       |
|                     | 6月6日            | 備中        | 秀吉軍從備中高松城撤兵（中國大返還開始）                                 |
|                     | 6月9日            | 播磨        | 秀吉軍到達姫路                                                           |
|                     | 6月12日           | 攝津        | 秀吉軍移動到攝津富田（高槻市）（中國大返還）                             |
|                     | 6月13日           | 攝津・ 山城 | 山崎之戰                                                                 |

## 脚注
1. 1 2  谷口（2005）pp.200-203

## 關連項目
- 石山合戰
- 中國大返還
- 四國征伐
- 九州征伐

## 外部連結
- 「秀吉の但馬平定」-たじまる